# Alsópián
Alsópián (vagy Szászpián, románul: Pianu de Jos, korábban Pianu Săsesc is, helyi ejtés szerint Chian, németül: Deutschpien, szász nyelven Pîn) falu Romániában,  Erdélyben, Fehér megyében.

## Fekvése
Gyulafehérvártól 17 km-re délre, Szászsebestől 10 km-re nyugatra fekszik.

## Nevének eredete
Először 1309-ben, Peyn, Pen és Penn néven említették. Neve szláv eredetű. 1451-ben Zazpen, 1587-ben Pyen, 1733-ban Szász-Pián, 1750-ben Szász Pien, 1808-ban Pianá, 1826-ban Pianu Szeszeszk vagy Piana din zsosz néven említették.

## Története
Szász alapítású falu volt, 1309-ben plébániáját említették. 1876-ig Szászsebesszékhez tartozott. 1444-ben lakatlan volt. Aranymosását 1483 és 1851 között említik. 1675-ben szerbek költöztek be, utódaik 1764-ben már románul beszéltek. Az 1681-es és az 1766-os vizitációk szerint akkori evangélikus szász népessége már szintén inkább románul, mint szászul beszélt. Az 1740-es években orosz hadifoglyokat költöztettek be. A török–tatár dúlások során, az 1711-es és 1719-es pestisjárványokban megfogyatkozott szász lakossága mellé 1749-ben durlachiakat, 1753-ban 75 landlert (stájerországi és karintiai kriptoprotestánst), 1755-ben ausztriaiakat, 1770-ben hanauiakat költöztettek be. 1846-ban Stephan Ludwig Roth kezdeményezésére telepedtek le benne württembergi svábok. A falu központjától északra terült el a szász, délre a román falurész. Felsőpiánnal évszázadokon át folytatott határvitájára 1876-ban került pont. 1876-ban Szeben vármegyéhez csatolták, 1968 óta pedig Fehér megyéhez tartozik. Szász lakossága 1978 után nagyrészt Németországba, főleg Augsburgba és Königsbrunnba emigrált.

## Népesség
- 1850-ben 1625 lakosából 1160 volt román, 339 szász és német és 123 cigány nemzetiségű; 1283 ortodox és 334 evangélikus vallású.
- 2002-ben 1143 lakosából 1102 volt román, 24 német és 12 cigány nemzetiségű; 1099 ortodox és 24 evangélikus vallású.

## Látnivalók
- Szász evangélikus temploma eredetileg torony nélküli, háromhajós román csarnoktemplomnak épült, félköríves záródású szentéllyel. A 15. században védőfallal kerítették, amelynek mára csupán két kicsiny részlete maradt meg. 1798-ban jelentősen újraépítették, mellékhajóit lebontották, a 20. század elején pedig tornyot építettek hozzá. Oltárképét 1755-ben festették.

## Híres emberek
- Itt született 1880-ban Augustin Bena zeneszerző.

## Képek

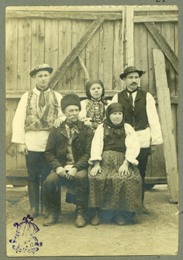
Szász viseletek a 20. század elején (Adler Lipót felvételei)
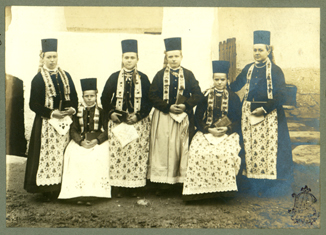